# Rolls-Royce Dawn
La Rolls-Royce Dawn est un cabriolet de luxe 4 places du constructeur automobile britannique Rolls-Royce produit de 2015 à 2023. Elle est dérivée de la Rolls-Royce Wraith,.

## Historique
La Rolls-Royce Dawn est construite à l'usine de Goodwood dans le comté anglais du Sussex de l'Ouest.  Il s'agit de la quatrième Rolls-Royce produite sous l'ère BMW. Elle est la version cabriolet de la Rolls-Royce Wraith et elle est commercialisée au tarif de 344 400 euros jusqu'en mars 2022.

Rolls-Royce Dawn à Goodwood
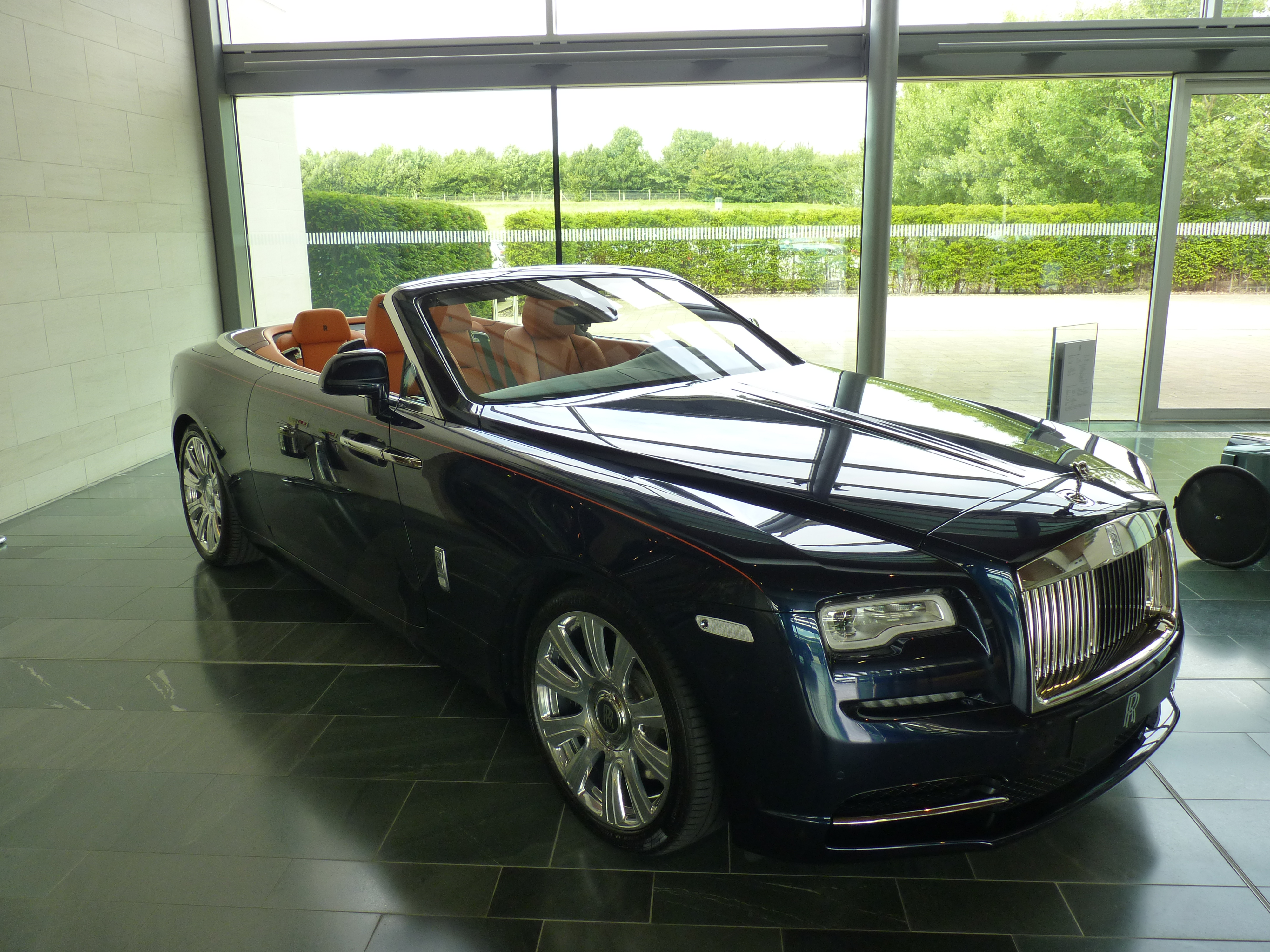
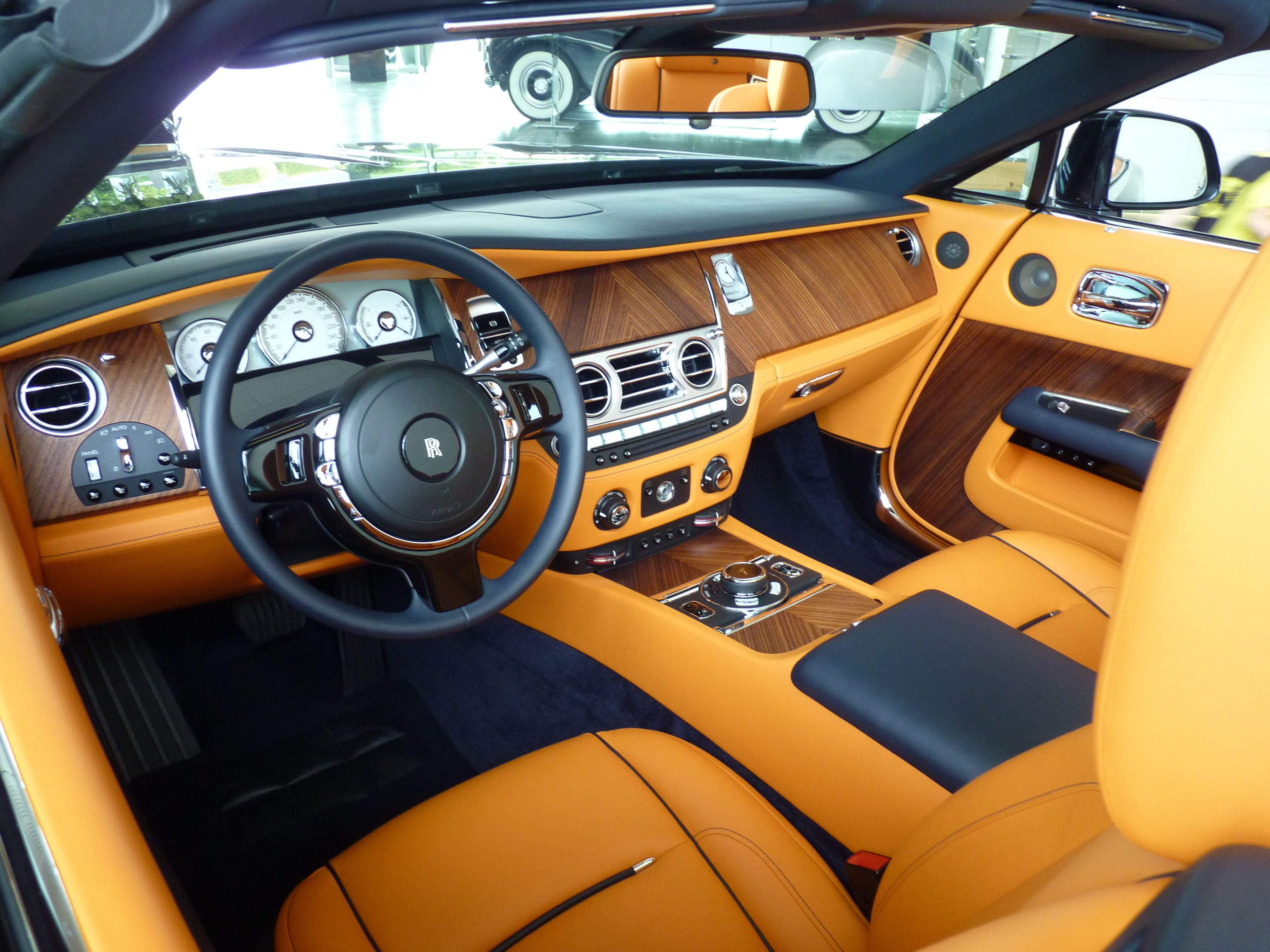
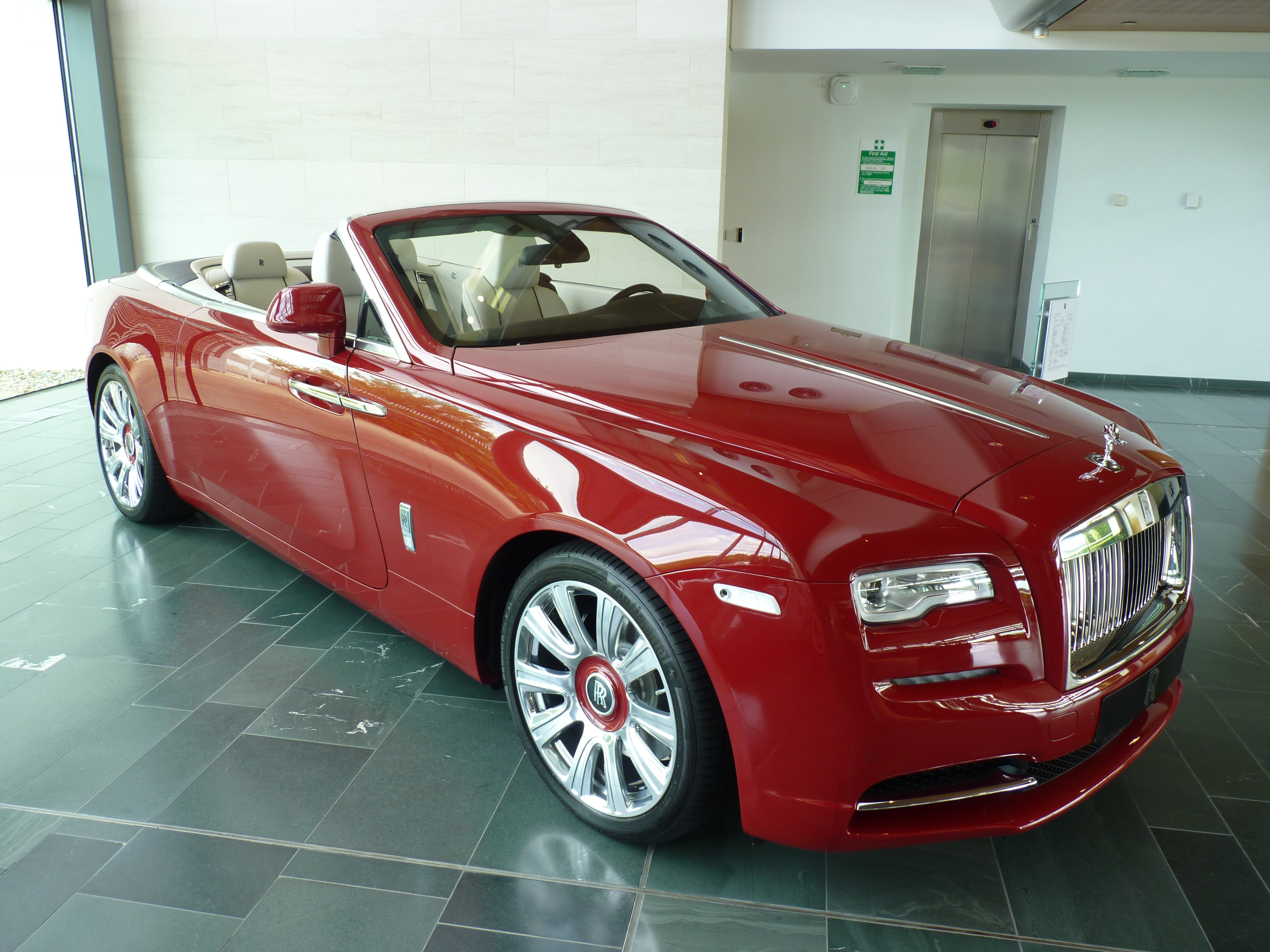
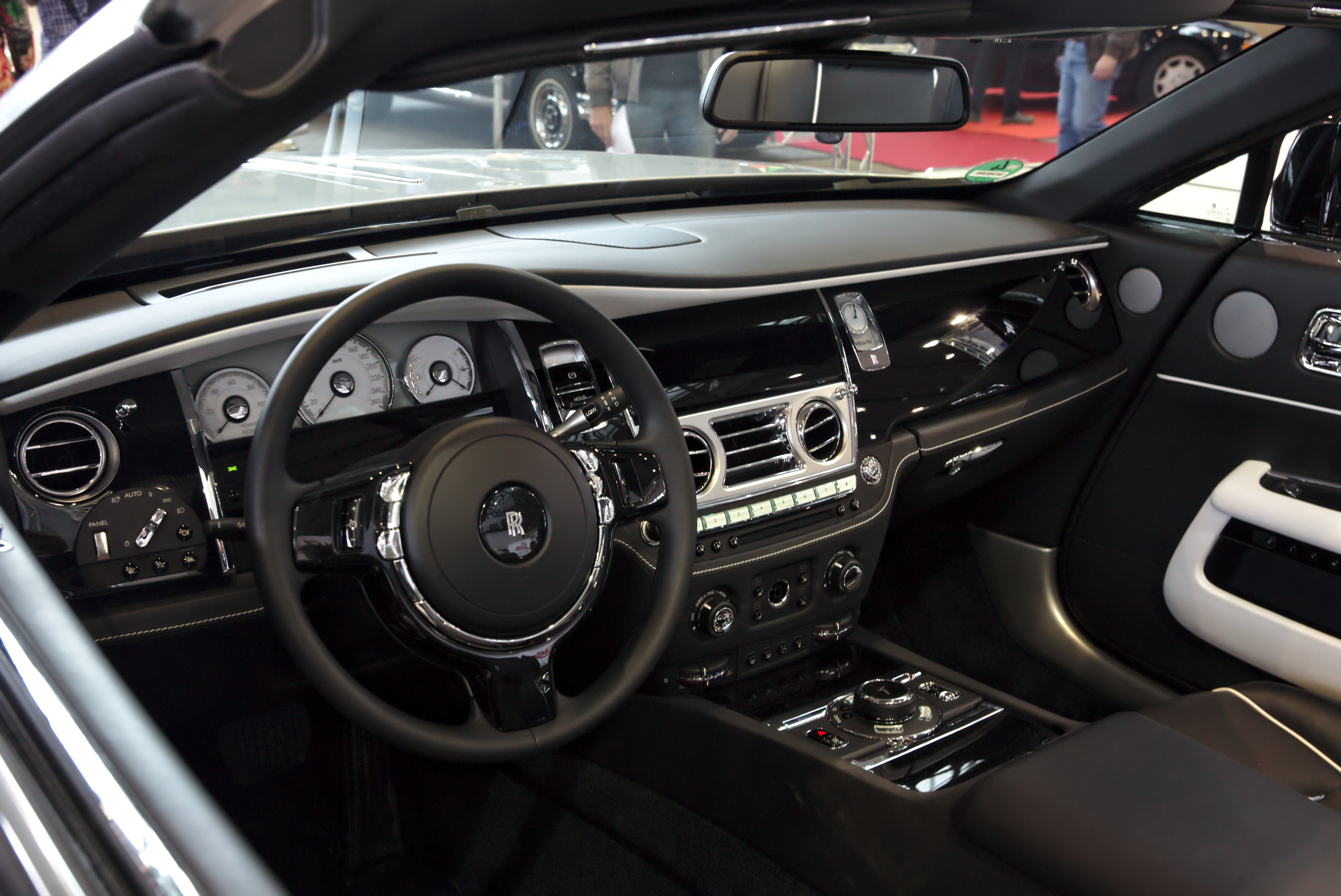
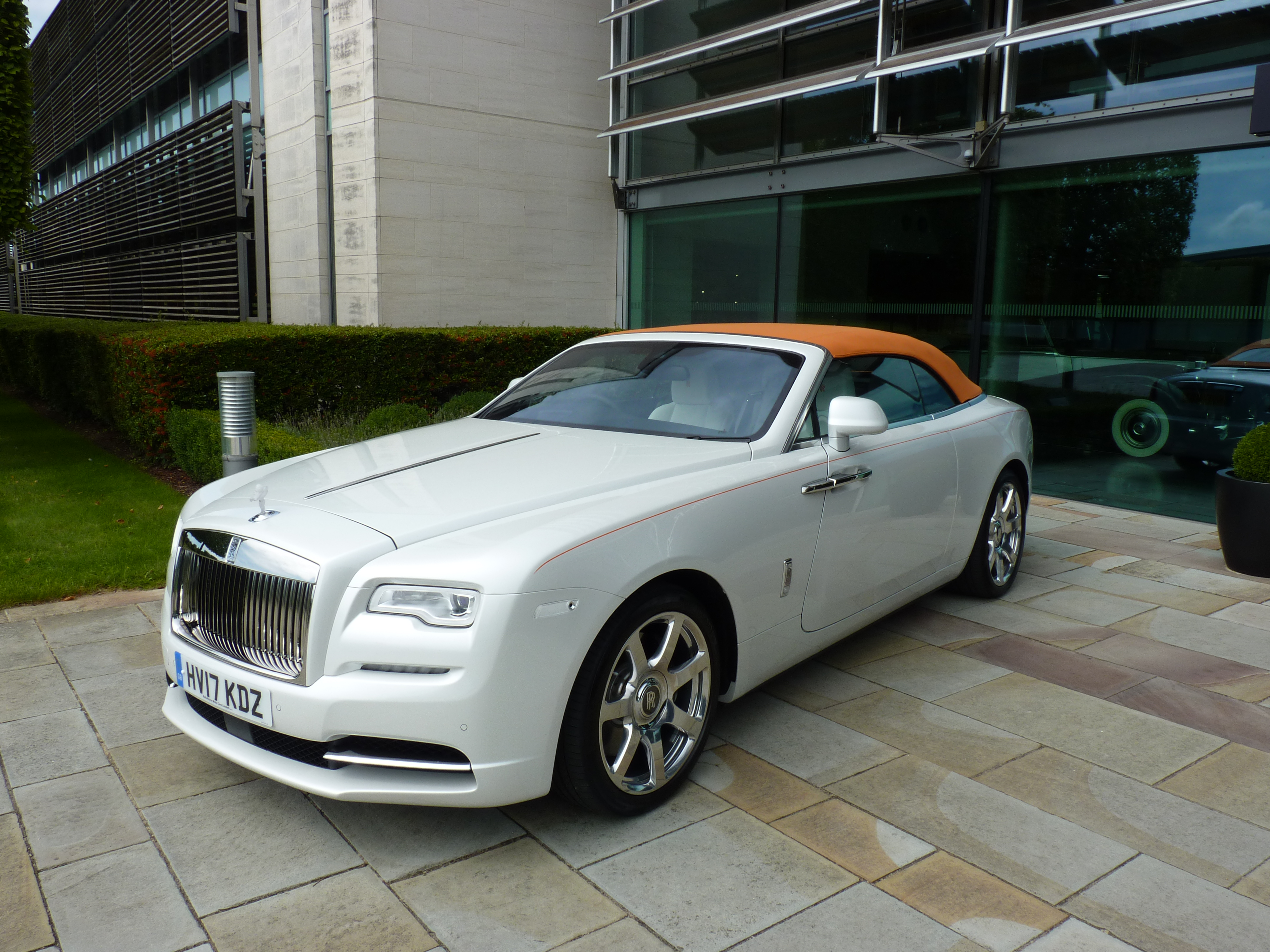

## Caractéristiques techniques
La Rolls-Royce Dawn reprend la plate-forme de la Rolls-Royce Ghost. Elle est motorisée par le V12 6,6 litres biturbo développant 571 ch accouplé à une transmission automatique ZF à 8 rapports.

### Motorisation
| Moteur                     | 12-cylindres en V      |
| Cylindrée (cm³)            | 6 592                  |
| Puissance maxi (ch)        | 571                    |
| Couple maxi (N m)          | 780                    |
| Vitesse maxi (km/h)        | 250 (auto-limitée)     |
| 0-100 km/h (s)             | 5,1                    |
| Transmission               | Propulsion             |
| Boîte de vitesses          | Automatique 8 vitesses |
| Consommation (en L/100 km) | 9,9/21,4/14,2          |
| Émissions de CO2 (en g/km) | 330                    |
| Masse (en kg)              | 2 560                  |

## Série spéciale
- Black Badge[4]

## Série limitée

### Dawn Silver Bullet
La Rolls-Royce Dawn Silver Bullet est un roadster inspiré des années 1920 basé sur le cabriolet Dawn dont les places arrière ont été remplacées par un couvre-tonneau Aero Cowling à double bossage en carbone et aluminium. La Siver Bullet est construite à 50 exemplaires et elle est une concurrente de la Bentley Bacalar présentée quelques jours plus tôt. Elle fait partie de la Collection Car du constructeur anglais, une collection de véhicules produit en série limitée sur base de modèles de la gamme Rolls-Royce. Le terme Silver fait référence à la couleur de sa carrosserie renforcée de détails noirs (jantes, fond des optiques, prises d'air).